# Under the Bridge
"Under the Bridge" é um single da banda americana Red Hot Chili Peppers, contida no álbum Blood Sugar Sex Magik como faixa de número onze. Esta canção foi lançada em 1991 e fez um grande sucesso pelos Estados Unidos e pelo mundo. Ela foi escrita por Anthony Kiedis, o vocalista, e fala de sua relação com as drogas. Gail Frusciante, era uma cantora gospel (cuja participação podemos ouvir no coro de "Under the Bridge") tendo deixado a sua carreira para se tornar dona de casa.

## Letra e significado
Kiedis escreveu  para todos da banda grande parte da letra da canção durante um período em que ele sentia-se perturbado e emocionalmente esgotado. Ele manteve a sobriedade por aproximadamente três anos e sentiu que isso o distanciou de seus colegas de banda. Enquanto o grupo trabalhava no Blood Sugar Sex Magik, Frusciante e Flea fumavam maconha juntos, ignorando e desprezando decisivamente Kiedis. Por causa disso Kiedis sentia que Frusciante "não estava em [seu] mundo." Dirigindo de volta para casa após um ensaio em Abril de 1991, Kiedis sentiu um profundo sentimento de perda; seus melhores amigos, Flea e Frusciante, de alguma forma o deprimiam. O estado depressivo de sua mente o fez lembrar do vício em cocaína e heróina durante o relacionamento que teve com sua ex-namorada Ione Skye. O desânimo que ele estava apresentando juntamente com as lembranças de Skye e o uso de drogas anterior, levou a problemas emocionais: "a solidão que eu estava sentindo desencadeou memórias do meu tempo com Ione e como eu tinha esse belo anjo que estava disposta a me dar todo seu amor e ao invés de abraçar isso eu estava no centro com marginais injetando speedballs debaixo de uma ponte."
Kiedis, sentindo o afastamento de seu colegas de banda, passou a acreditar que Los Angeles era sua única companheira: "Eu sentia um vínculo entre mim e a minha cidade. Eu passei muito tempo andando pelas ruas de L.A. e caminhando por Hollywood Hills que eu sentia que havia algo não-humano, talvez o espírito das colinas e da cidade, que me tinham nas suas paisagens e estavam cuidando de mim.". A parte "Sometimes I feel like/My only friend/Is the city I live in/The City of Angels/Lonely as I am/Together we cry" (Às vezes sinto que/Meu único amigo/É a cidade onde eu moro/A cidade dos anjos/Solitário como eu estou/Juntos nós choramos) mostra uma conexão direta entre o isolamento de Kiedis e seu senso de suscetibilidade. Apesar dessas emoções, Kiedis acreditava que sua vida sem o vício de drogas, dizendo a Rolling Stone que "não importa o quanto triste ou solitário as coisas estavam um milhão por cento melhor do que eram há dois anos quando eu estava usando drogas o tempo todo. Não havia comparação. O pensamento otimista levou ao nascimento do refrão da música:  "I don't ever want to feel/Like I did that day/Take me to the place I love;" (Eu não quero me sentir/Como eu me senti naquele dia/Leve-me para o lugar que eu amo;) o lugar que ele ama estar com seu companheiros da banda, amigos e família.
Um dos versos mais notáveis na canção discute os efeitos nocivos das drogas, seu papel na destruição de muitos relacionamentos passados de Kiedis e o impacto na sua felicidade. Baseado em uma das experiências de Kiedis, o verso de "Under de Bridge" ilustra seus esforços para entrar em um território de uma gangue embaixo de uma ponte para comprar drogas. Kiedis foi forçado a fingir que a irmã de um dos membros da gangue era sua noiva para ter a entrada permitida. Embora tenha conseguido a droga, Kiedis considera esse momento como um dos piores de sua vida pois demonstrou o nível em que ele estava disposto a afundar para alimentar seu vício. Por causa disso o cantor recusa-se a confirmar a localização da ponte, mas ele revela que é no centro de Los Angeles.

## Presença em "De Corpo e Alma" (1992)
No Brasil, Under the Bridge foi incluída na trilha sonora internacional da telenovela De Corpo e Alma, escrita por Glória Perez, exibida entre 1992/1993. A canção foi tema da personagem "Paloma" interpretada por Cristiana Oliveira.

## Formatos e faixas
Compacto Duplo , Disco mix e Compact Disc single (1992)
1. "Under the Bridge" – 4:24
2. "Search and Destroy" – 3:34
3. "Soul to Squeeze" – 4:50
4. "Sikamikanico" – 3:23

Compacto Simples , Cassete Single (1992)
1. "Under the Bridge" – 4:24
2. "The Righteous & the Wicked" (álbum) – 4:08

## Posições nos gráficos
| Gráfico                         | Melhor posição |
| ------------------------------- | -------------- |
| Billboard Hot 100               | 2              |
| Hot Modern Rock Tracks          | 2              |
| Hot Mainstream Rock Tracks      | 6              |
| UK Top 40 (1992/1994 relançado) | 26 / 13        |
| ARIA Top 40                     | 1              |
| Ireland Top 40                  | 20             |
| VG-lista Top 20                 | 10             |

## Versão de All Saints
"Under the Bridge" foi o terceiro single lançado do  auto-intitulado álbum do girl group britânico All Saints. Tornou-se o segundo número-um das meninas no UK Singles Chart. Um total de 424.799 singles foram vendidos no Reino Unido. A regravação da canção dos Chili Peppers foi lançada como um duplo lado A, com a canção "Lady Marmalade", também uma regravação, das LaBelle. Na Europa, apenas o single "Lady Marmalade"  foi lançado. Os lucros do single foram doados como forma de caridade, às vítimas do Cancro de mama.

### Informações
A regravação de "Under the Bridge" foi ligeiramente alterado porque continha letras pessoais de Anthony Kiedis, e as All Saints a regravaram porque gostaram do som e da sensação da gravação. A versão das All Saints, contém amostras da gravação original, sendo a mais importante a guitarra distintiva tocada no começo. A edição original japonesa da versão do álbum apresenta uma versão diferente, mais R&B/pop da música. Kiedis disse sobre a versão das Saints: "Era meio engraçado, elas pareciam tão bonitas e limpas, parecia que elas não sabiam do que estavam cantando". A original do Chili Peppers trata liricamente sobre a toxicodependência de Kiedis, e a parte final que contem a frase "Debaixo da ponte do centro da cidade/É onde eu perdi um pouco de sangue" foi retirada da versão das All Saints. A guitarra em "Under the Bridge" foi interpretada por Richard Hawley.

### Vídeoclipe
O os vídeo foi filmados em um set que custa £500.000. Os vídeo levou quatro meses de produção antes do lançamento. As meninas optaram por realizar suas próprias manobras no vídeo.
O vídeo se passa em uma grande cidade futurista. No vídeo de "Lady Marmalade", há uma festa que faz com que vários andares de um edifício alto, caia. O vídeo "Under the Bridge" parece ser passar imediatamente depois, como já há um buraco no chão da sala, Que parece ser um poço sem fundo. onde as garotas parecem estrem presas, sem nem um artificio de saída. O efeito dimensional 3D foi gerado por um computador e feito pela equipe que também fez o filme Batman & Robin (Batman & Robin).
| País          | Data                   | Posição | Certificação | Vendas  |
| ------------- | ---------------------- | ------- | ------------ | ------- |
| Reino Unido   | 3 de maio de 1998      | 1       | Ouro         | 429,000 |
| Irlanda       | 30 de Abril de 1998    | 3       |              |         |
| Nova Zelândia | 31 de maio de 1998     | 4       |              |         |
| Austrália     | 18 de outubro de 1998  | 5       | Ouro         | 35,000  |
| Finlândia     | Maio de 1998           | 10      |              |         |
| Países Baixos | Maio de 1998           | 12      |              |         |
| Noruega       | Maio de 1998           | 16      |              |         |
| Suécia        | 29 de maio de 1998     | 16      |              |         |
| França        | 18 de julho de 1998    | 28 / 31 | Ouro         | 50.000  |
| Áustria       | 21 de junho de 1998    | 28      |              |         |
| Canadá        | 9 de novembro de 1998  | 11      |              |         |
| Suíça         | 13 de setembro de 1998 | 45 / 24 |              |         |